# Anocracia
Anocracia é um regime de governo com características inerentes de instabilidade política e ineficácia governamental, também sendo definida como uma junção de democracia com ditadura ou como uma "mistura de democracia com traços autocráticos". Este tipo de regime é particularmente suscetível ao surgimento de conflitos armados e mudanças inesperadas ou adversas de liderança.
O número de regimes anocráticos aumentaram ao decorrer do tempo, tendo o crescimento mais notável após o fim da Guerra Fria. Durante o período de 1989 a 2013, o número de anocracias aumentou de 30 para 53.

## Características

### Direitos humanos
Devido a instabilidade dos regimes anocráticos, violações dos direitos humanos são significativamente mais elevadas do que em regimes democráticos. De acordo com a Human Rights Risk Atlas 2014 da Maplecroft, oito dos dez piores países que violam os direitos humanos são anocracias. Além disso, o relatório categoriza as atuais anocracias como "risco" ou "risco extremo" aos direitos humanos.
A alta correlação entre regimes anocráticos e violações dos direitos humanos denota a progressão não-linear de um país na transição de uma anocracia para uma democracia. Em geral, violações dos direitos humanos diminuem consideravelmente quando um determinado limiar da democracia é alcançado. Entretanto, abusos dos direitos humanos tendem a permanecer inalterados ou até mesmo aumentar em países que estão transitando de uma autocracia para uma anocracia.

### Violência
Estatísticas mostram que as anocracias são dez vezes mais propensas a experienciar conflitos internos do que as democracias e duas vezes mais que as autocracias. O aumento da violência e conflito é causado pela instabilidade do regime anocrático, que incluem a presença de elites divididas, desigualdade e disputas violentas que ameaçam a legitimidade da ordem social em curso, fazendo com que a elite governante recorra a repressão política e terrorismo de Estado em uma taxa muito mais elevada do que regimes democráticos ou autoritários. Isto leva a altos níveis de violação da integridade da vida, que incluem genocídio patrocinado pelo Estado, execuções extrajudiciais e tortura.